# Paracnemis
Paracnemis is een geslacht van libellen (Odonata) uit de familie van de Breedscheenjuffers (Platycnemididae).

## Soorten
Paracnemis omvat 1 soort:
- Paracnemis alluaudi Martin, 1903